# Liste der Monuments historiques in Orbais-l’Abbaye
Die Liste der Monuments historiques in Orbais-l’Abbaye führt die Monuments historiques in der französischen Gemeinde Orbais-l’Abbaye auf.

## Liste der Immobilien
| Bezeichnung      | Beschreibung | Standort                    | Kennzeichnung | Schutzstatus | Datum     | Bild           |
| ---------------- | --- | --------------------------- | ------------- | ------------ | --------- | -------------- |
| Abtei St-Pierre  | Benediktinerkloster, um 680 gegründet, 1790 aufgehoben; Abteikirche St-Pierre-et-St-Paul, um 1200 begonnen; Kapitelsaal, 17. Jahrhundert | Place Jehan d’Orbais (Lage) | PA00078755    | Classé       | 1840 1962 | weitere Bilder |
| Tour Saint-Réole | aus dem 12. Jahrhundert | 15 rue Notre-Dame (Lage)    | PA00078756    | Classé       | 1921      |                |

## Liste der Objekte
| Bezeichnung                                             | Beschreibung                                                        | Standort                                  | Kennzeichnung | Schutzstatus | Datum | Bild           |
| ------------------------------------------------------- | ------------------------------------------------------------------- | ----------------------------------------- | ------------- | ------------ | ----- | -------------- |
| Wandvertäfelung, Wandschrank und Gemälde Christi Geburt | Holz, Ölfarbe auf Leinwand, 18. Jahrhundert                         | in der Kirche St-Pierre-et-St-Paul (Lage) | PM51000609    | Classé       | 1961  |                |
| Taufbecken                                              | Gusseisen, 16. Jahrhundert                                          | in der Kirche St-Pierre-et-St-Paul (Lage) | PM51001268    | Classé       | 1935  |                |
| Gemälde Gastmahl bei Simon                              | Ölfarbe auf Leinwand, um 1700                                       | in der Kirche St-Pierre-et-St-Paul (Lage) | PM51003349    | Inscrit      | 1993  |                |
| Gemälde Christus am Ölberg                              | Ölfarbe auf Leinwand, 17. Jahrhundert                               | in der Kirche St-Pierre-et-St-Paul (Lage) | PM51003348    | Inscrit      | 1993  |                |
| Rechter Seitenaltar                                     | Altartisch und Tabernakel; Holz, einfarbig gefasst, 18. Jahrhundert | in der Kirche St-Pierre-et-St-Paul (Lage) | PM51003222    | Inscrit      | 1993  |                |
| Grabsteine für Guy de Tréveselay und Pierre Chavagny    | Stein, bezeichnet 1352 und 1420                                     | in der Kirche St-Pierre-et-St-Paul (Lage) | PM51001266    | Classé       | 1840  |                |
| Chorgestühl                                             | Holz, 1520er Jahre                                                  | in der Kirche St-Pierre-et-St-Paul (Lage) | PM51001267    | Classé       | 1840  | weitere Bilder |
| Kirchenfenster                                          | aus dem 13. Jahrhundert                                             | in der Kirche St-Pierre-et-St-Paul (Lage) | PM51000606    | Classé       | 1840  | weitere Bilder |
| Linker Seitenaltar                                      | Altartisch und Tabernakel; Holz, einfarbig gefasst, 18. Jahrhundert | in der Kirche St-Pierre-et-St-Paul (Lage) | PM51003221    | Inscrit      | 1983  |                |
| Osterleuchter                                           | Holz, weiß gefasst und vergoldet, 18. Jahrhundert                   | in der Kirche St-Pierre-et-St-Paul (Lage) | PM51003191    | Inscrit      | 1982  |                |
| Kelche                                                  | Silber, zwischen 1819 und 1838                                      | in der Kirche St-Pierre-et-St-Paul (Lage) | PM51003632    | Inscrit      | 1994  |                |
| Gemälde Heiliger Prikt von Clermont                     | Ölfarbe auf Leinwand, 1852 von Charles Lauvet                       | in der Kirche St-Pierre-et-St-Paul (Lage) | PM51003192    | Inscrit      | 1982  |                |
| Hauptaltar                                              | Altartisch und Tabernakel; Marmor, 18. Jahrhundert                  | in der Kirche St-Pierre-et-St-Paul (Lage) | PM51000608    | Classé       | 1974  |                |
| Gemälde Heiliger Sebastian                              | Ölfarbe auf Leinwand, Mitte des 19. Jahrhunderts                    | in der Kirche St-Pierre-et-St-Paul (Lage) | PM51003350    | Inscrit      | 1993  |                |
| Bodenfliesen                                            | Keramik, 13. bis 16. Jahrhundert                                    | in der Kirche St-Pierre-et-St-Paul (Lage) | PM51000607    | Classé       | 1944  |                |
| Schrank                                                 | Holz, 18. Jahrhundert                                               | in der Mairie (Lage)                      | PM51003223    | Inscrit      | 1983  |                |